# П-901 «Малішан»
| Підводний човен П-901 «Малішан» | Підводний човен П-901 «Малішан»     | Підводний човен П-901 «Малішан»     |
| ------------------------------- | ----------------------------------- | ----------------------------------- |
| CB-20 Малишан/ Mališan          |                                     |                                     |
|                                 |                                     |                                     |
|                                 |                                     |                                     |
| Під прапором                    | Італія Третій рейх Югославія        | Італія Третій рейх Югославія        |
| Спуск на воду                   | 1942 рік                            | 1942 рік                            |
| Виведений зі складу флоту       | 1959 рік                            | 1959 рік                            |
| Сучасний статус                 | Експонат Технічного музею в Загребі | Експонат Технічного музею в Загребі |
| Проєкт                          |                                     |                                     |
| Основні характеристики          |                                     |                                     |
| Швидкість (надводна)            | 7,5 вузлів                          | 7,5 вузлів                          |
| Швидкість (підводна)            | 7 вузлів                            | 7 вузлів                            |
| Гранична глибина занурення      | 55 м                                | 55 м                                |
| Екіпаж                          | 4 чоловіки                          | 4 чоловіки                          |
| Розміри                         |                                     |                                     |
| Довжина найбільша (по КВЛ)      | 15 м                                | 15 м                                |
| Ширина корпусу найб.            | 3 м                                 | 3 м                                 |
| Середня осадка (по КВЛ)         | 4,52 м                              | 4,52 м                              |
| Водотоннажність надводна        | 36 т                                | 36 т                                |
| Озброєння                       |                                     |                                     |
| Торпедно- мінне озброєння       | 2 x 450-мм ТА                       | 2 x 450-мм ТА                       |

Підво́дний човен «Малішан» (серб. Малишан, хорв. Mališan) — трофейний малий підводний човен ВМС Югославії, колишній італійський «CB-20» типу «CB».

## Історія створення
Підводний човен «CB-20» був збудований у 1942 році на верфі «Caproni» у Мілані.

## Історія служби
Після капітуляції Італії підводний човен був захоплений німцями в Мілані, відбуксований у Полу, де перебував до 1945 року.
Наприкінці війни човен був захоплений югославськими партизанами в Пулі. Після війни човен був відремонтований на верфі «Uljanik Brodogradilište» в Пулі, і у 1948 році включений до складу ВМС Югославії, де отримав назву «Малішан» (бортовий номер П-901).
Човен використовувався до 1956 року як військовий, потім як навчальний.
У 1959 році човен був виключений зі списків флоту та був розміщений у Технічному музеї Загреба.